# Boisseron

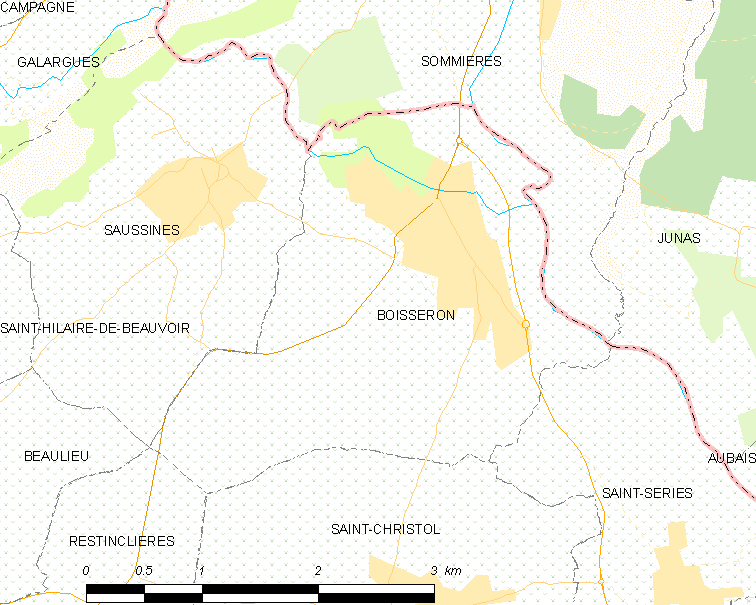
Mapa

 Boisseron  es una población y comuna francesa, situada en la región de Occitania, departamento de Hérault, en el distrito de Montpellier y cantón de Lunel.

## Demografía
| 560 | 583 | 643 | 864 | 981 | 1151 | 1901 |
| Para los censos de 1962 a 1999 la población legal corresponde a la población sin duplicidades (Fuente: INSEE [Consultar]) |     |     |     |     |      |      |